# 詹姆斯·马尼卡
詹姆斯·马尼卡（James Manyika），津巴布韦裔美国工程学家。现任谷歌技术与社会事务高级副总裁，负责推动人工智能技术的负责任发展。他同时担任麦肯锡全球研究院荣誉主席。
此前，马尼卡曾担任麦肯锡全球研究院董事兼主席，期间主导多项关于技术变革、未来工作趋势、自动化对职场影响及全球经济趋势的研究报告。奥巴马执政期间，他曾任白宫美国全球发展委员会副主席。其履历还包括担任多届美国商务部长和国务卿的顾问，以及国会设立的为总统提供人工智能建议的国家人工智能咨询委员会副主席。
作为董事会成员、理事或顾问，马尼卡深度参与智库机构、国际委员会、学术组织及非营利基金会工作，涉及机构包括：外交关系协会成员、麦克阿瑟基金会（董事会成员）、休利特基金会、哈佛-麻省理工博德研究所（董事会）、斯坦福大学以人为中心人工智能研究院、牛津互联网研究院以及阿斯彭研究所。他同时担任DeepMind研究员，并任牛津大学布拉瓦尼克政府学院客座教授。